# 瓦尼帕卡區
13°30′04″S 72°56′18″W / 13.50111°S 72.93833°W
瓦尼帕卡區（西班牙語：Distrito de Huanipaca），是秘魯的一個區，位於該國南部阿普里馬克大區的阿班凱省，始建於1893年11月21日，面積432.6平方公里，海拔高度3,150米，2005年人口5,257，人口密度每平方公里12人。